# کنار آب تورنتو

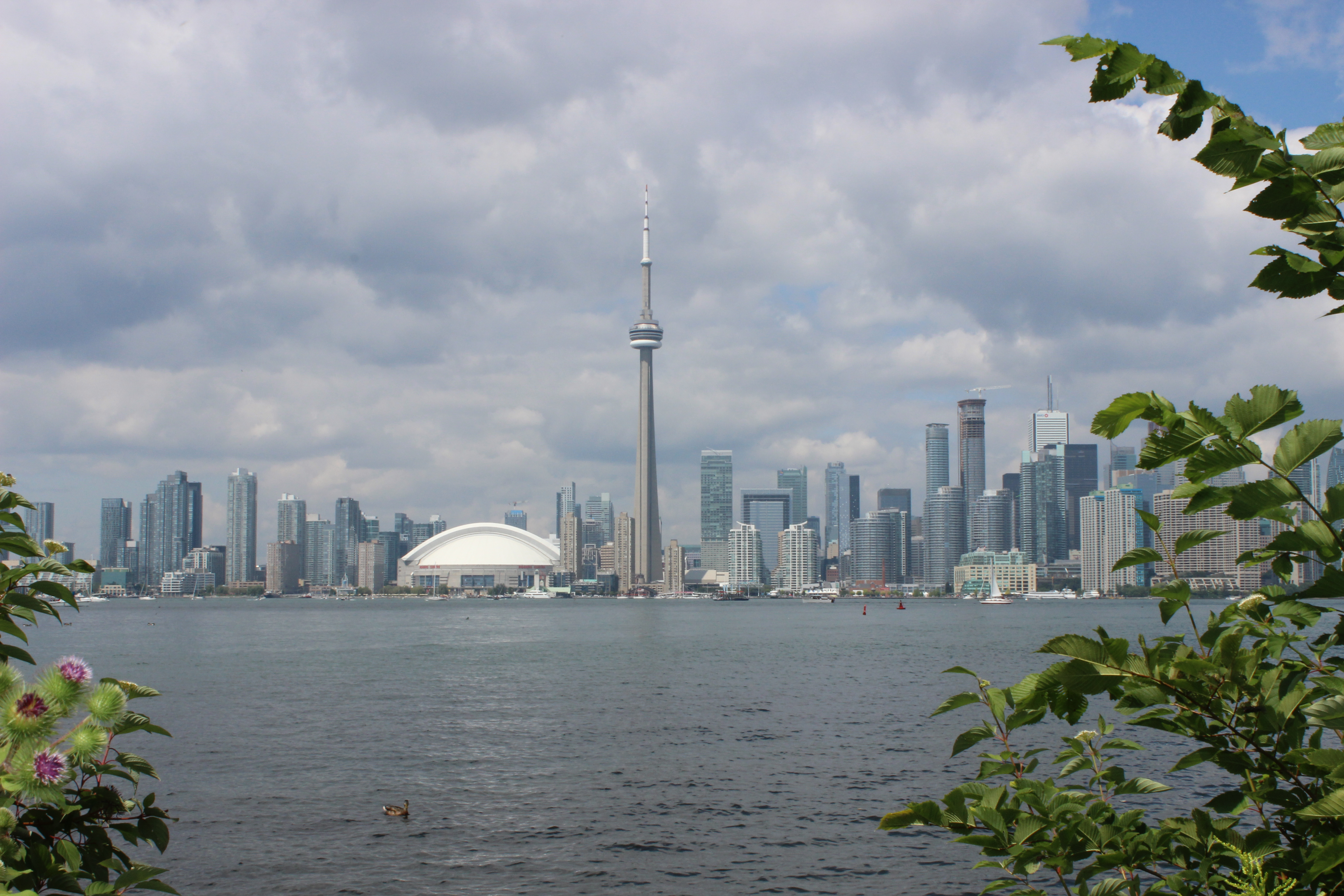
نمایی از اسکله تورنتو و مرکز شهر تورنتو از جزایر تورنتو.

کنار آب تورنتو (انگلیسی: Toronto waterfront) ساحل دریاچه انتاریو در شهر تورنتو، انتاریو، کانادا است. 'کنار آب تورنتو ۴۶ کیلومتر بین دهانه نهر اتوبیکو در غرب و رود روژ (انتاریو) در شرق قرار دارد.